# Loasa sagittata
Loasa sagittata är en brännreveväxtart som beskrevs av William Jackson Hooker och Arn. Loasa sagittata ingår i släktet Loasa och familjen brännreveväxter. Inga underarter finns listade i Catalogue of Life.